# Didier Courtois
Pour les articles homonymes, voir Courtois.
Didier Courtois, né le 19 janvier 1960 à Charleroi (province de Hainaut), est un dessinateur de bande dessinée réaliste belge.

## Biographie
Didier Courtois, naît le 19 janvier 1960 à Charleroi.
C'est le premier numéro de Métal Hurlant qui lui donne envie de faire de la bande dessinée. Il est impressionné par le travail de Gillon, Giraud, Hermann, Juillard ainsi que par les maîtres du noir et blanc que sont les Jijé, Pratt et Comès dont Silence le marque profondément.
Après l'Institut Félicien Rops à Namur, il part pour Liège et s'inscrit à l'École supérieure des arts Saint-Luc de Liège en arts graphiques. Il y passe trois ans d'études et cotoie Éric Warnauts, Marc-Renier, Georges Van Linthout et Stibane.
Puis vient le service militaire et les petits boulots. Il commence sa carrière professionnelle en effectuant des fouilles archéologiques en province de Namur, il y rencontre sa future épouse qui n'a de cesse que de le remettre sur le chemin de sa véritable vocation. Il quitte Namur pour Liège.
Il vient à la bande dessinée sur le tard, en 1987, il rencontre Chris Lamquet qui lui apprend les rudiments du métier.
Il publie son premier album, intitulé Les Cavaliers aux yeux verts, une adaptation en bande dessinée du roman éponyme de Loup Durand, dans la collection « BDÉcrivain » aux éditions Claude Lefrancq en 1992.
Parallèlement, il fait beaucoup d'illustrations pour le journal Tremplin des Éditions Averbode.
Le second volet des aventures des Cavaliers aux yeux verts ne pouvant voir le jour, il a le plaisir de rencontrer Denis Lapière et ils entreprennent de créer la série La Race des Seigneurs — un thriller d'anticipation —, un premier tome La Mémoire brûlée est publié aux éditions Dargaud en 1995.
Le deuxième tome entièrement réalisé reste inédit en 2023.
C'est encore avec Denis Lapière qu'il participe au dessin de la série Charly en assistant Magda aux décors sur les tomes 5 à 7 aux éditions Dupuis de 1996 à 1998. Magda lui apprend la rigueur.
En octobre 1998, dans la collection « Vécu » aux éditions Glénat, sur un scénario de Frank Giroud, il dessine Louis Ferchot une série qui conte la jeunesse de Louis la Guigne créée par son ami Jean-Paul Dethorey, en y apportant une touche personnelle.
La série s'échelonne sur huit tomes : L’Usine, Le Fusil, La Caserne — prépublié en noir et blanc dans le magazine Vécu, no 24 — et dont le chroniqueur du site Auracan Brieg F. Haslé dans sa chronique écrit « Didier Courtois, de son trait net et élégant, met en image l'imaginaire de Giroud. Il ne cherche aucunement à entrer dans le style graphique de Jean-Paul Dethorey, le regretté dessinateur de Louis la Guigne. Il imagine des planches très lisibles, équilibrées, où son travail se concentre sur les physionomies, octroyant à cette fiction une sensible véracité. Avec Louis Ferchot, Courtois trouve enfin une série à la mesure de son talent. », Le Chasseur, L’Île rouge, Trahisons, Le Soldat inconnu,, Le Déserteur de 1998 à 2005.
En 2008, il réalise une biographie en dessinant Avec Tabarly « Homme libre… » sur un scénario de Thibaut Dary et Damien Boucher, architecte et ancien équipier d’Éric Tabarly dans la collection « Le Vent de l'histoire » aux Éditions du Triomphe.
En 2009, il retrouve Frank Giroud pour le quatrième tome de la série Les Fleury-Nadal intitulé Anahide dans la collection « Grafica » aux éditions Glénat.
Gilles Ratier rédacteur en chef du site d'information BDzoom appréciant que son style de se libère grâce à un trait beaucoup plus jeté et moins académique que dans ses précédentes réalisations.
À l'occasion de la commémoration marquant le centenaire de la Première Guerre mondiale, il conte le récit historique Le Caporal français, l'histoire d'un franc-tireur qui s'est illustré pendant ce conflit dans l'ouvrage collectif Il était une fois 1914 publié par l'Abbaye de Stavelot,. Les planches sont exposées dans la même abbaye.
Il avoue être attiré par la sculpture tant par Michel-Ange, Auguste Rodin que par Irénée Duriez et apprécie les belles carosseries.

### Vie privée
Didier Courtois est marié et a trois enfants, il vit à Liège en 1998.

## Publications

### Collectifs
- Il était une fois 1914[24],[16],[25], Abbaye de Stavelot, Stavelot, 21 mars 2014
Scénario : collectif - Dessin : collectif dont Didier Courtois - Couleurs : David Caryn -  (ISBN 978-2-87522-124-7)

#### Livres
: document utilisé comme source pour la rédaction de cet article.
- Jacques Fiérain, « Courtois, Didier », dans La BD dans les provinces de Liège, Namur et Luxembourg, Charleroi, Éd. l'Âge d'or, 2004, 112 p., ill. ; 31 cm (ISBN 9782960019698, OCLC 470388297, présentation en ligne), p. 24.
- Henri Filippini, « Courtois, Didier », dans Dictionnaire de la bande dessinée, Paris, Bordas, 2005, 912 p., ill. ; 27 cm (ISBN 9782047299708 et 2047299705, OCLC 1009545288, présentation en ligne), p. 735. .
- Philippe Mellot, Michel Denni, Laurent Turpin et Isabelle Morzadec, Trésors de la bande dessinée : BDM 2023-2024 - Catalogue encyclopédique et Argus, Paris, Les Arènes, novembre 2022, 23e éd., 1677 p., ill. ; 23 cm (ISBN 9791037507280, OCLC 1351462460, présentation en ligne), p. 109, 252, 503, 757, 778, 1047. .

#### Périodiques
- Didier Courtois (interviewé par Frank Giroud), « À la recherche de la jouvence », Vécu, Glénat, no 15,‎ septembre 1998, p. 59
- Didier Courtois (interviewé par Alvarez Ricardo), « Louis et ses pères », Vécu, Glénat, no 20,‎ décembre 1999, p. 12-15
- Didier Courtois (interviewé par Olivier Bailly), « Louis en Afrique », Vécu, Glénat, no 28,‎ décembre 2001, p. 68-71.

#### Articles
- Didier Courtois (interviewé par Brieg F. Haslé), « Interview », Auracan,‎ 28 octobre 2000 (lire en ligne, consulté le 13 février 2023).